# Karim Nizigiyimana
Karim Nizigiyimana (Buyumbura, Burundi; 21 de junio de 1989) es un futbolista de Burundi que juega en la posición de Defensa y que actualmente milita en el Wazito FC de la Primera División de Burundi.

## Carrera

### Club
| Periodo   | Club             |
| --------- | ---------------- |
| 2002–2006 | Prince Louis FC  |
| 2006-2008 | Vital'O FC       |
| 2008–2009 | APR FC           |
| 2009–2010 | SC Kiyovu Sports |
| 2010      | AS Vita Club     |
| 2010–2011 | Vital'O FC       |
| 2011–2015 | Rayon Sports FC  |
| 2015–2018 | Gor Mahia FC     |
| 2019      | Vipers SC        |
| 2019–     | Wazito FC        |

### Selección nacional
Debutó con Burundi en 2007 y ha participado en 42 partidos, la mayor cantidad en la selección nacional. Formó parte de la selección que participó en la Copa Africana de Naciones 2019.

## Logros
- Primera División de Burundi: 2

2006, 2010
- Primera División de Ruanda: 1

2009
- Copa de Ruanda: 1

2008
- Linafoot: 1

2010
- Liga keniata de fútbol: 3

2015, 2017, 2018
- Supercopa de Kenia: 2

2015, 2017
- Copa KPL Top 8: 1

2015
- Supercopa Pilsner: 1

2019